# Ucla xenogrammus
Ucla xenogrammus is een vissoort (Engelse naam Long-jaw threefin) uit het monotypische geslacht Ucla uit de familie van drievinslijmvissen (Tripterygiidae).
Het is een kleine vis (max lengte 4,7 cm) die pas in 1993 voor de wetenschap werd beschreven. De vis leeft in de Grote Oceaan in onderwaterholtes, rotsen en op vlaktes met koraal en stenen die begroeid zijn met algen en sponzen op een diepte van 2 tot 40 m onder het wateroppervlak.
Het verspreidingsgebied strekt zich uit van Vietnam, de Filipijnen, tot Papoea-Nieuw-Guinea, Australië en de Salomon Eilanden, Fiji, Tonga tot Samoa.

## Noot
1. ↑  (en) Ucla xenogrammus op de IUCN Red List of Threatened Species.
2. ↑  Species summary Ucla xenogrammus